# Gipfelstürmer
Gipfelstürmer è il nono album in studio del gruppo musicale tedesco Unheilig, pubblicato nel 2014.

## Tracce
1. Der Berg (Intro) – 4:48
2. Hinunter bis auf Eins – 3:22
3. Zeit zu gehen – 4:10
4. Die Weisheiten des Lebens – 3:26
5. Zwischen Licht und Schatten – 4:28
6. Glück auf das Leben – 3:08
7. Wie in guten alten Zeiten – 3:54
8. Alles hat seine Zeit – 3:50
9. Echo – 3:46
10. Mein Berg – 4:21
11. Goldrausch – 3:43
12. Held für einen Tag – 4:04
13. Dem Himmel so nah – 3:40
14. Wir sind die Gipfelstürmer – 3:47
15. Hand in Hand – 4:00
16. Der Gipfel (Outro) – 6:03